# Xavier de Montclos
Xavier Pérouse de Montclos né le 30 août 1924 à Saveuse et mort le 21 septembre 2018 à Paris, est un historien français, spécialiste de l'histoire des religions et plus particulièrement du christianisme.

## Biographie

### Famille

Armes famille Pérouse de Montclos.

Xavier Pérouse de Montclos est issu d'une ancienne famille bourgeoise originaire de Vienne (Isère), puis de Roussillon (Isère). Il est le dixième des onze enfants de Henri Pérouse de Montclos (1883-1950), ingénieur de l'École centrale des arts et manufactures, et de Jeanne Berlier de Vauplane. Son grand-père Didier Pérouse de Montclos (1851-1932) était aussi centralien.
Engagé à la fin de la guerre auprès des FFI  il a participé à la libération de Paris.
Son frère Régis (1923-1944), engagé dans les bataillons de choc pour libérer l'Alsace, est mort pour la France à l'âge de vingt-et-un an. 
Il est le cousin de Jean-Marie Pérouse de Montclos, directeur de recherches au CNRS, historien de l'architecture et frère de Didier Pérouse de Montclos, évêque de Sikasso (Mali) et de Claude Pérouse de Montclos, historien d'art.

### Études
Il soutient sa thèse en 1965 avec comme titre: Lavigerie, le Saint-Siège et l'Église, de l'avènement de Pie IX à l'avènement de Léon XIII, 1846-1978. En 1966, il soutient une thèse complémentaire sur Le toast d'Alger, documents, 1890-1891. 
Il est élu professeur d’histoire contemporaine à l’Université de Lyon en 1971. Au moment de la partition de celle-ci, il choisit de rester à l'université Lumière Lyon 2  , où il fera toute sa carrière, pour y animer les travaux d’histoire religieuse à la suite d’André Latreille.

## Travaux
Il a dirigé la publication, avec Jean-Marie Mayeur et Yves-Marie Hilaire, du Dictionnaire du monde religieux dans la France contemporaine.
Il a notamment collaboré à la rédaction de l'Encyclopædia Universalis, en rédigeant deux articles sur Charles Martial Lavigerie et le Ralliement.
A la fin de sa vie, il a travaillé sur la sociologie de l'ancienne bourgeoisie de l'Ancien Régime.

## Publications
- Xavier de Montclos, Lavigerie, le Saint-Siège et l’Église de l’avènement de Pie IX à l’avènement de Léon XIII, 1846-1878, Paris, De Broccard, 1965.
- Xavier de Montclos, Le Toast d'Alger. Documents, 1890-1891, Paris, De Boccard, 1966.
- Xavier de Montclos, Les chrétiens face au nazisme et au stalinisme : l'épreuve totalitaire : 1939-1945, Paris, Éditions Complexe, 1991, 303 p. (ISBN 978-2-87027-407-1, OCLC 716364799)[5],[6].
- Xavier de Montclos, Réformer l’Église : Histoire du réformisme catholique en France de la Révolution jusqu’à nos jours, Paris, Éditions du Cerf, 1998, 200 p. (ISBN 978-2-204-05853-7)[7],[8].
- Xavier de Monclos, Brève histoire de l'Eglise de France, Paris, Cerf, 2002.
- Xavier de Montclos, L'ancienne bourgeoisie en France du XVIe au XXe siècle, Paris, Éditions A&J Picard, 2013.